# Frans Frederik Karseboom
Frans Frederik Karseboom (Amsterdam, 23 mei 1815 - Leersum, 8 augustus 1878) was een Nederlands jurist en procureur-generaal bij de Hoge Raad der Nederlanden.

## Biografie
Karseboom was een zoon van notaris Anthony Karseboom en Jacoba Justina Strumphler. Hij trouwde in 1843 met Elisabeth Suzanne Brugman uit welk huwelijk verschillende kinderen werden geboren. Hij studeerde vanaf 1833 aan het Athenaeum Illustre (Amsterdam), vanaf 1834 aan de universiteit Leiden waar hij op 4 juli 1840 promoveerde op De navium detentione, quæ vulgo dicitur embargo. Daarna werd hij advocaat in zijn geboortestad tot hij in 1842 daar substituut-griffier van de rechtbank werd. In de jaren 1846 tot 1853 was hij substituut-officier van justitie in Amsterdam tot zijn benoeming in 1853 tot advocaat-generaal bij het Hof van Noord-Holland. Die laatste functie kreeg hij ook vanaf 14 juni 1857 bij de Hoge Raad totdat hij daar per 8 december 1871 werd benoemd tot procureur-generaal; in die laatste functie vroeg hij om gezondheidsredenen ontslag wat hem per 4 april 1877 werd verleend.